# 켄들 제너
켄들 제너(영어: Kendall Jenner, 영어 발음: /ˈkɛndəl/, 본명: 켄들 니콜 제너(영어: Kendall Nicole Jenner), 1995년 11월 3일 ~ )는 미국의 방송인, 모델이다.

## 성장 과정
전 육상 올림픽 금메달리스트인 아버지 브루스 제너(성전환 후 케이틀린으로 개명)와 사업가인 어머니 크리스 제너 사이에서 태어났다. 모델이자 방송인인 이부 언니 킴 카다시안의 이부 동생으로 어렸을 때부터 유명세를 탔다.
카다시안가와 제너가 사람들이 출연한 리얼리티 방송 《4차원 가족 카다시안 따라잡기》에 나오며 대중에게 인지도를 쌓았다. 14살 때부터 모델 활동을 시작해 친동생 카일리 제너와 함께 현재 미국에서 가장 핫한 자매로 꼽히고 있다.

## 모델 경력
어렸을 때부터 유명세를 타며 인지도를 쌓아온 켄들 제너는 지방시, 샤넬, 발망, 타미 힐피거, 탑샵 유니크 등 유명 브랜드의 런웨이에 섰다. 2016년 유명 속옷 브랜드 빅토리아 시크릿의 무대에 서게 되었다. 2017년 화장품 브랜드 에스티 로더의 이탈리아 트루 럭셔리 브랜드 라펠라(La Perla)의 모델로 활동했다.

## 사생활
영화 감독 겸 배우 윌 스미스의 아들 제이든 스미스와 모델 지지 하디드, 카라 델러빈, 헤일리 볼드윈과 친하고 팝스타 저스틴 비버와도 절친이다.
한때 저스틴 비버와 스캔들이 났었고 원 디렉션의 멤버 해리 스타일스와도 열애했었다. 농구 선수 조던 클라크슨, 벤 시먼스와 교제했었다. 2020년 6월부터 2022년 10월까지 데빈 부커와 교제하였다.